# Resolutie 2216 Veiligheidsraad Verenigde Naties
Resolutie 2216 van de Veiligheidsraad van de Verenigde Naties werd op 14 april 2015 aangenomen door de VN-Veiligheidsraad. Veertien leden van de Raad stemden voor; Rusland onthield zich, naar eigen zeggen omdat voorstellen van het land niet waren overwogen, de partijen niet allebei werden opgeroepen tot een staakt-het-vuren, er onduidelijkheid was over een humanitaire gevechtspauze en er te veel naar sancties werd verwezen. De resolutie eiste een wapenstilstand van de rebellen in Jemen en vroeg dat de onderhandelingen werden hervat. Ook werd een wapenembargo toegevoegd aan de reeds geldende sancties.

## Achtergrond
Nadat de protesten in Jemen in 2011 een einde hadden gemaakt aan het 33-jarige bewind van president Saleh, laaide ook het langlopende conflict met de Houthi-rebellen in het noordwesten weer op. In september 2014 bestormden zij de hoofdstad, waarop de vorming van een eenheidsregering werd overeengekomen. In januari 2015 bezetten ze ook het presidentieel paleis, waarop de hele regering aftrad. In februari werd het parlement afgezet, waarna er een "revolutionair comité" werd gevormd om het land te besturen. Dit leidde tot een burgeroorlog tussen de regering en de Houthi-rebellen. De regering werd daarbij gesteund door een door buurland Saoedi-Arabië geleide coalitie die luchtaanvallen uitvoerde tegen de Houthi.

## Inhoud
Jemen had steun, waaronder een militaire interventie, gevraagd aan de Samenwerkingsraad van de Arabische Golfstaten en de Arabische Liga om de Houthi-rebellen te stoppen. Al Qaida op het Arabisch Schiereiland profiteerde inmiddels van de situatie in Jemen om er terreuraanslagen te plegen. Ook de humanitaire situatie in het land ging steeds verder achteruit.
De Veiligheidsraad erkende Abd Rabbuh Mansur Al-Hadi nog steeds als de legitieme president van Jemen. De acties die de Houthi's buiten de overheid om stelden, zoals het overnemen van bestuursinstellingen, werden onaanvaardbaar bevonden. De partijen moesten terugkeren naar het politiek initiatief van de Golfsamenwerkingsraad, dat in een nieuwe grondwet en verkiezingen voorzag, en de door de VN geleide onderhandelingen hervatten. Ook werd gevraagd deel te nemen aan een conferentie in Riyad.
Van de Houthi's werd geëist dat ze:
a. Het geweld staakten;
b. Hun troepen terugtrokken, onder meer uit de hoofdstad Sanaa;
c. Van het leger buitgemaakte wapens, waaronder raketsystemen, opgaven;
d. Afzagen van handelingen die enkel de legitieme overheid kon stellen;
e. Geen buurlanden zouden bedreigen, door bijvoorbeeld grond-grondraketten te verwerven of wapens te stockeren in grensgebieden;
f. Majoor-generaal Mahmoud al-Subaihi, de minister van defensie en alle politiek gevangenen vrijlieten;
g. Niet langer kindsoldaten zouden inzetten;
De Veiligheidsraad voegde twee Houthi's toe aan de lijst van personen en organisaties die onderworpen waren aan de in februari 2014 ingestelde sancties. Abdulmalik al-Houthi als leider van de Houthi-beweging en Ahmed Ali Abdullah Saleh die als voormalig commandant van de nationale garde een sleutelrol speelde in het militaire offensief van de Houthi. De sancties werden ook met onmiddellijke ingang uitgebreid met een wapenembargo. Als de resoluties zonder gevolg bleven, zouden nog meer personen en organisaties die de vrede en stabiliteit in Jemen bedreigden worden onderworpen aan deze sancties.

## Verwante resoluties
- Resolutie 2201 Veiligheidsraad Verenigde Naties
- Resolutie 2204 Veiligheidsraad Verenigde Naties
- Resolutie 2266 Veiligheidsraad Verenigde Naties (2016)

Lijst ·  2196 ·  2197 ·  2198 ·  2199 ·  2200 ·  2201 ·  2202 ·  2203 ·  2204 ·  2205 ·  2206 ·  2207 ·  2208 ·  2209 ·  2210 ·  2211 ·  2212 ·  2213 ·  2214 ·  2215 ·  2216 ·  2217 ·  2218 ·  2219 ·  2220 ·  2221 ·  2222 ·  2223 ·  2224 ·  2225 ·  2226 ·  2227 ·  2228 ·  2229 ·  2230 ·  2231 ·  2232 ·  2233 ·  2234 ·  2235 ·  2236 ·  2237 ·  2238 ·  2239 ·  2240 ·  2241 ·  2242 ·  2243 ·  2244 ·  2245 ·  2246 ·  2247 ·  2248 ·  2249 ·  2250 ·  2251 ·  2252 ·  2253 ·  2254 ·  2255 ·  2256 ·  2257 ·  2258 ·  2259